# Olympische Sommerspiele 2004/Teilnehmer (Afghanistan)
| Gelbes Symbol für Goldmedaillen mit stilisierten Olympischen Ringen | Graues Symbol für Silbermedaillen mit stilisierten Olympischen Ringen | Braundes Symbol für Bronzemedaillen mit stilisierten Olympischen Ringen |
| ------------------------------------------------------------------- | --------------------------------------------------------------------- | ----------------------------------------------------------------------- |
| —                                                                   | —                                                                     | —                                                                       |

Afghanistan nahm bei den XXVIII. Olympischen Sommerspielen 2004 in Athen zum elften Mal an Olympischen Sommerspielen teil. Das Land war das erste Mal nach dem Fall der Talibanregierung und dem Verzicht auf die Sommerspiele 2000 wieder bei Olympischen Spielen vertreten. Erstmals in der Sportgeschichte Afghanistans waren auch Frauen Teil der Mannschaft. Die Leichtathletin Robina Muqimyar war Fahnenträgerin, als ihr Team als erste Nation bei der Eröffnungsfeier in das Olympiastadion einzog.

## Teilnehmer nach Sportarten

### Boxen
| Athleten          | Wettbewerb       | 1. Runde      | 1. Runde | Achtelfinale       | Achtelfinale       | Viertelfinale      | Viertelfinale      | Halbfinale         | Halbfinale         | Finale             | Finale             | Rang |
| Athleten          | Wettbewerb       | Gegner        | Ergebnis | Gegner             | Ergebnis           | Gegner             | Ergebnis           | Gegner             | Ergebnis           | Gegner             | Ergebnis           | Rang |
| ----------------- | ---------------- | ------------- | -------- | ------------------ | ------------------ | ------------------ | ------------------ | ------------------ | ------------------ | ------------------ | ------------------ | ---- |
| Basharmal Sultani | Klasse bis 69 kg | Mohamed Hikal | 12:40    | nicht qualifiziert | nicht qualifiziert | nicht qualifiziert | nicht qualifiziert | nicht qualifiziert | nicht qualifiziert | nicht qualifiziert | nicht qualifiziert | -    |

### Judo
| Athleten      | Wettbewerb       | 1. Runde Round of 32 | 1. Runde Round of 32 | Achtelfinale Round of 16 | Achtelfinale Round of 16 | Viertelfinale Quarter Final | Viertelfinale Quarter Final | Halbfinale Semi Final | Halbfinale Semi Final | Hoffnungsrunde Achtelfinale Repechage 1 | Hoffnungsrunde Achtelfinale Repechage 1 | Hoffnungsrunde Viertelfinale Repechage 2 | Hoffnungsrunde Viertelfinale Repechage 2 | Hoffnungsrunde Halbfinale Repechage 3 | Hoffnungsrunde Halbfinale Repechage 3 | Hoffnungsrunde Finale Bronze Medal | Hoffnungsrunde Finale Bronze Medal | Finale             | Finale             | Rang |
| Athleten      | Wettbewerb       | Gegner               | Ergebnis             | Gegner                   | Ergebnis                 | Gegner                      | Ergebnis                    | Gegner                | Ergebnis              | Gegner                                  | Ergebnis                                | Gegner                                   | Ergebnis                                 | Gegner                                | Ergebnis                              | Gegner                             | Ergebnis                           | Gegner             | Ergebnis           | Rang |
| ------------- | ---------------- | -------------------- | -------------------- | ------------------------ | ------------------------ | --------------------------- | --------------------------- | --------------------- | --------------------- | --------------------------------------- | --------------------------------------- | ---------------------------------------- | ---------------------------------------- | ------------------------------------- | ------------------------------------- | ---------------------------------- | ---------------------------------- | ------------------ | ------------------ | ---- |
| Frauen        |                  |                      |                      |                          |                          |                             |                             |                       |                       |                                         |                                         |                                          |                                          |                                       |                                       |                                    |                                    |                    |                    |      |
| Friba Razayee | Klasse bis 70 kg | Cecilia Blanco       | 0000:1000            | nicht qualifiziert       | nicht qualifiziert       | nicht qualifiziert          | nicht qualifiziert          | nicht qualifiziert    | nicht qualifiziert    | nicht qualifiziert                      | nicht qualifiziert                      | nicht qualifiziert                       | nicht qualifiziert                       | nicht qualifiziert                    | nicht qualifiziert                    | nicht qualifiziert                 | nicht qualifiziert                 | nicht qualifiziert | nicht qualifiziert | -    |

### Leichtathletik

#### Laufen und Gehen
| Athleten        | Wettbewerb | Runde 1 | Runde 1 | Viertelfinale      | Viertelfinale      | Halbfinale         | Halbfinale         | Finale             | Finale             | Rang |
| Athleten        | Wettbewerb | Zeit    | Rang    | Zeit               | Rang               | Zeit               | Rang               | Zeit               | Rang               | Rang |
| --------------- | ---------- | ------- | ------- | ------------------ | ------------------ | ------------------ | ------------------ | ------------------ | ------------------ | ---- |
| Frauen          |            |         |         |                    |                    |                    |                    |                    |                    |      |
| Robina Muqimyar | 100 m      | 14,14 s | 7       | nicht qualifiziert | nicht qualifiziert | nicht qualifiziert | nicht qualifiziert | nicht qualifiziert | nicht qualifiziert | -    |
| Männer          |            |         |         |                    |                    |                    |                    |                    |                    |      |
| Massoud Azizi   | 100 m      | 11,66 s | 8       | nicht qualifiziert | nicht qualifiziert | nicht qualifiziert | nicht qualifiziert | nicht qualifiziert | nicht qualifiziert | -    |

### Ringen

#### Freistil
| Athleten             | Wettbewerb       | Qualifikationsgruppe | Qualifikationsgruppe | Qualifikationsgruppe | Qualifikationsgruppe | Qualifikationsgruppe | Qualifikationsgruppe | Qualifikationsgruppe | Viertelfinale      | Viertelfinale      | Halbfinale         | Halbfinale         | Finale             | Finale             | Rang |
| Athleten             | Wettbewerb       | Gegner               | Ergebnis             | Gegner               | Ergebnis             | Gegner               | Ergebnis             | Rang                 | Gegner             | Ergebnis           | Gegner             | Ergebnis           | Gegner             | Ergebnis           | Rang |
| -------------------- | ---------------- | -------------------- | -------------------- | -------------------- | -------------------- | -------------------- | -------------------- | -------------------- | ------------------ | ------------------ | ------------------ | ------------------ | ------------------ | ------------------ | ---- |
| Männer               |                  |                      |                      |                      |                      |                      |                      |                      |                    |                    |                    |                    |                    |                    |      |
| Bashir Ahmad Rahmati | Klasse bis 55 kg | Dilshod Mansurov     | 0:4                  | Mawlet Batirow       | 0:4                  | -                    | -                    | 3                    | nicht qualifiziert | nicht qualifiziert | nicht qualifiziert | nicht qualifiziert | nicht qualifiziert | nicht qualifiziert | -    |